# William Ernest Johnson

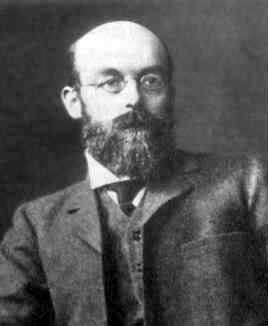
William Ernest Johnson (möglicherweise 1902)

William Ernest Johnson (* 23. Juni 1858 in Cambridge; † 14. Januar 1931 in Northampton) war ein britischer Logiker. Sein Hauptwerk ist die dreibändige Logic (1921–1924).
Er lehrte etwa 30 Jahre lang am King’s College in Cambridge. Zu seinen Schülern gehört John Maynard Keynes. In seiner Artikelserie The Logical Calculus (1892) hat er geschrieben, dass Charles Sanders Peirce ihn stark beeinflusst habe.
1923 wurde er zum Mitglied (Fellow) der British Academy gewählt.

## Werke
- The Logical Calculus. Mind 1 (New Series) 1 (1892) 1, 3–30; 1 (1892) 2, 235–250; 1 (1892) 3, 340–357.
- Logic. 1921–1924.